# Assedio di Leith
L'assedio di Leith concluse dodici anni di permanenza di un gruppo di francesi a Leith, un porto scozzese nei pressi di Edimburgo, in Scozia. Le truppe francesi giunsero nel 1548 su invito della regina di Scozia e se ne andarono nel 1560 dopo che le forze inglesi riuscirono ad avere la meglio sulle forze rivali. La città di Leith, però, non venne conquistata con la forza bensì ceduta pacificamente in quanto, nel frattempo, intervennero i termini del trattato di Edimburgo tra Inghilterra e Francia.

## Antefatto

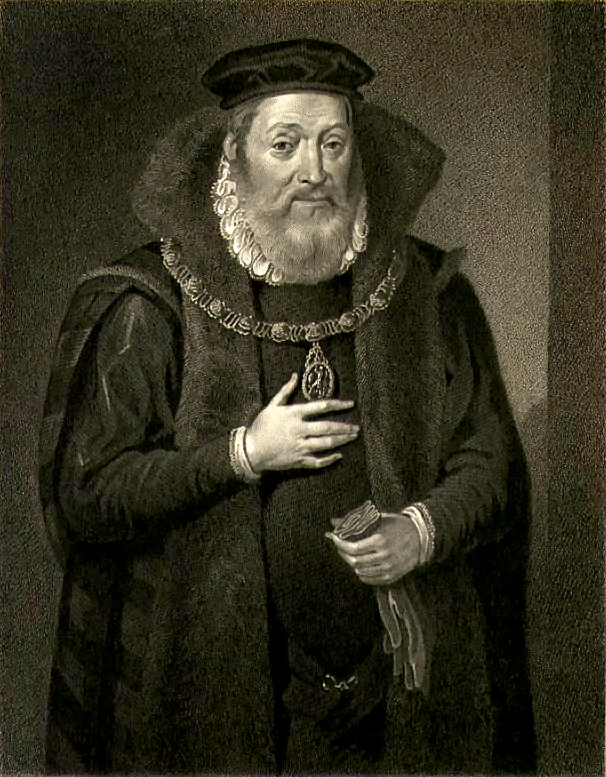
James Hamilton, conte di Arran, reggente di Scozia dal 1542 al 1554

### L'Auld Alliancee la Riforma
Scozia e Francia erano da tempo alleate sotto i termini della "Auld Alliance" controfirmata tra i due paesi nel XIII secolo. Ad ogni modo, nel corso del XVI secolo, si aprirono delle divisioni tra la fazione filo-francese e quella filo-inglese, più incline naturalmente a favorire i protestanti. I protestanti scozzesi, infatti, vedevano i francesi come i rappresentanti dell'influenza cattolica e, quando scoppiò il conflitto aperto tra le due parti, questi chiamarono in loro aiuto i protestanti inglesi pur di disfarsi dei francesi in Scozia.
Nel 1542, re Giacomo V di Scozia morì lasciando la sua unica figlia, Maria di Scozia, quale erede del suo regno. James Hamilton, conte di Arran, venne nominato reggente e chiese a re Enrico VIII d'Inghilterra che la regina infante potesse sposare suo figlio Edoardo. Questa politica venne però ben presto mutata per l'influenza della madre di Maria, Maria di Guisa con la complicità del cardinale David Beaton. Questa riuscì quindi a negoziare un matrimonio tra Maria e Francesco, delfino di Francia e futuro sovrano.

### La guerra del brutale corteggiamento

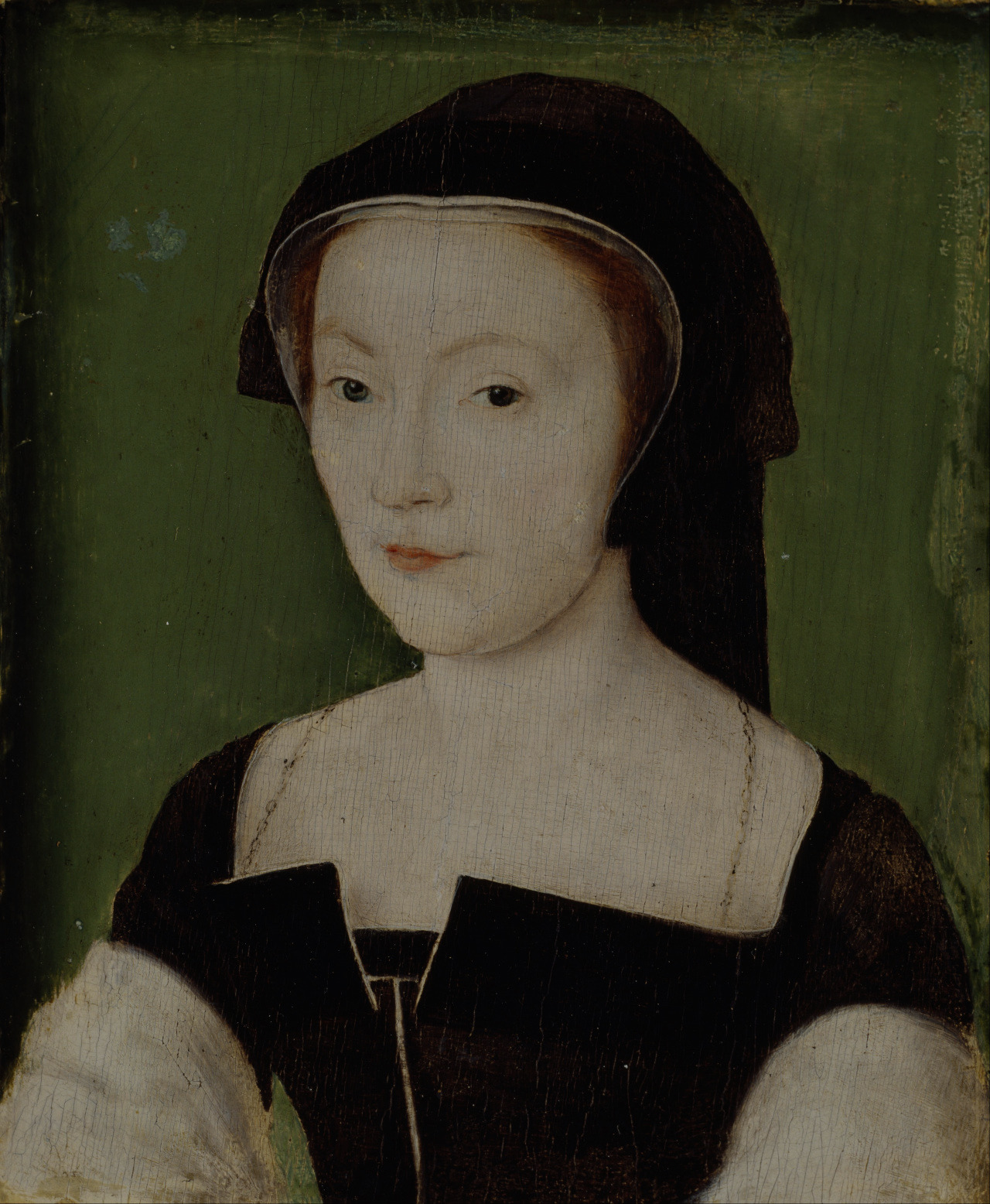
Maria di Guisa, reggente di Scozia dal 1554 al 1560

Fu a quel punto che, di fronte al pericolo di vedere i francesi, secolari nemici dell'Inghilterra, insediarsi sul trono scozzese, re Enrico VIII d'Inghilterra dichiarò guerra alla Scozia e di riflesso anche ai francesi nel tentativo di costringere i reggenti ad accettare il matrimonio fra suo figlio Edoardo e Maria di Scozia. Gli scozzesi, dal canto, sapevano di poter contare sull'aiuto militare dei francesi in virtù dell'Auld Alliance che univa i loro due paesi.
Nel maggio del 1544 un'armata inglese sbarcò a Granton e catturò la città di Leith per sbarcarvi la propria artiglieria pesante e tentare un assalto al castello di Edimburgo, ma si ritirò dopo tre giorni di assalti nei quali finirono bruciati il palazzo di Holyrood e buona parte della città. Tre anni dopo, dopo un'altra invasione inglese e la vittoria a Pinkie Cleugh nel 1547, gli inglesi tentarono di stabilire un "pale" anche in Scozia. Leith era un obbiettivo di importanza strategica fondamentale in quanto si presentava vitale per il porto di Edimburgo, per la gestione del suo traffico marittimo verso l'estero e per i rifornimenti via mare. Gli inglesi giunsero a Leith l'11 settembre 1547 e si accamparono a Leith Links. Il geniere militare Richard Lee perlustrò l'area attorno alla cittadina il 12 settembre per studiare come si potesse difenderla. Il 14 settembre gli inglesi iniziarono a scavare una trincea nel lato sud-est di Leith, nei pressi del Firth of Forth. Lo storico William Patten scrisse che l'opera venne compiuta con straordinaria velocità dal momento che venne completata in cinque giorni.
In risposta all'invasione inglese, la corte scozzese chiese come era prevedibile l'aiuto dei francesi e il 16 giugno 1548 le prime truppe francesi giunsero a Leith, radunando ben presto 8000 uomini al comando di André de Montalembert, signore d'Esse. La regina Maria venne trasferita temporaneamente in Francia dal mese successivo e gli inglesi, difatti, persero le loro conquiste in Scozia. Gran parte delle loro truppe dovettero abbandonare le loro posizioni sul finire del 1549. 
Negli anni successivi, gli interessi dei francesi divennero dominanti in Scozia con un crescente numero di truppe francesi concentrate tra Haddington, il castello di Broughty e Leith.
Dal 1548 in poi, gli scozzesi ripresero i lavori di fortificazione del porto di Leith, inizialmente con la costruzione di un muraglione al Kirkgate e poi da lì verso il porto, secondo i disegni dell'italiano Migliorino Ubaldini. Il resto delle nuove fortificazioni furono disegnate da un altro geniere italiano, Piero Strozzi, il quale fu il primo a importare anche nelle isole britanniche la fortificazione a bastioni, detta per l'appunto "all'italiana". Nell'agosto del 1548 Strozzi diresse 300 lavoratori scozzesi dall'alto di una sedia sopraelevata dal momento che era stato colpito da un colpo di moschetto ad una gamba ad Haddington. Nel 1554, Maria di Guisa, vedova cattolica di Giacomo V di Scozia, venne nominata reggente al posto del conte di Arran, che era stato creato nel frattempo duca di Châtellerault da Enrico II di Francia. Maria di Guisa continuò la sua politica filo-francese, nominando persone francesi ai ruoli chiave del governo. Nel settembre del 1559, proseguì la costruzione delle fortificazioni di Leith grazie a progetti su disegno di Lorenzo Pomarelli, architetto e geniere militare italiano.

### La crisi della Riforma

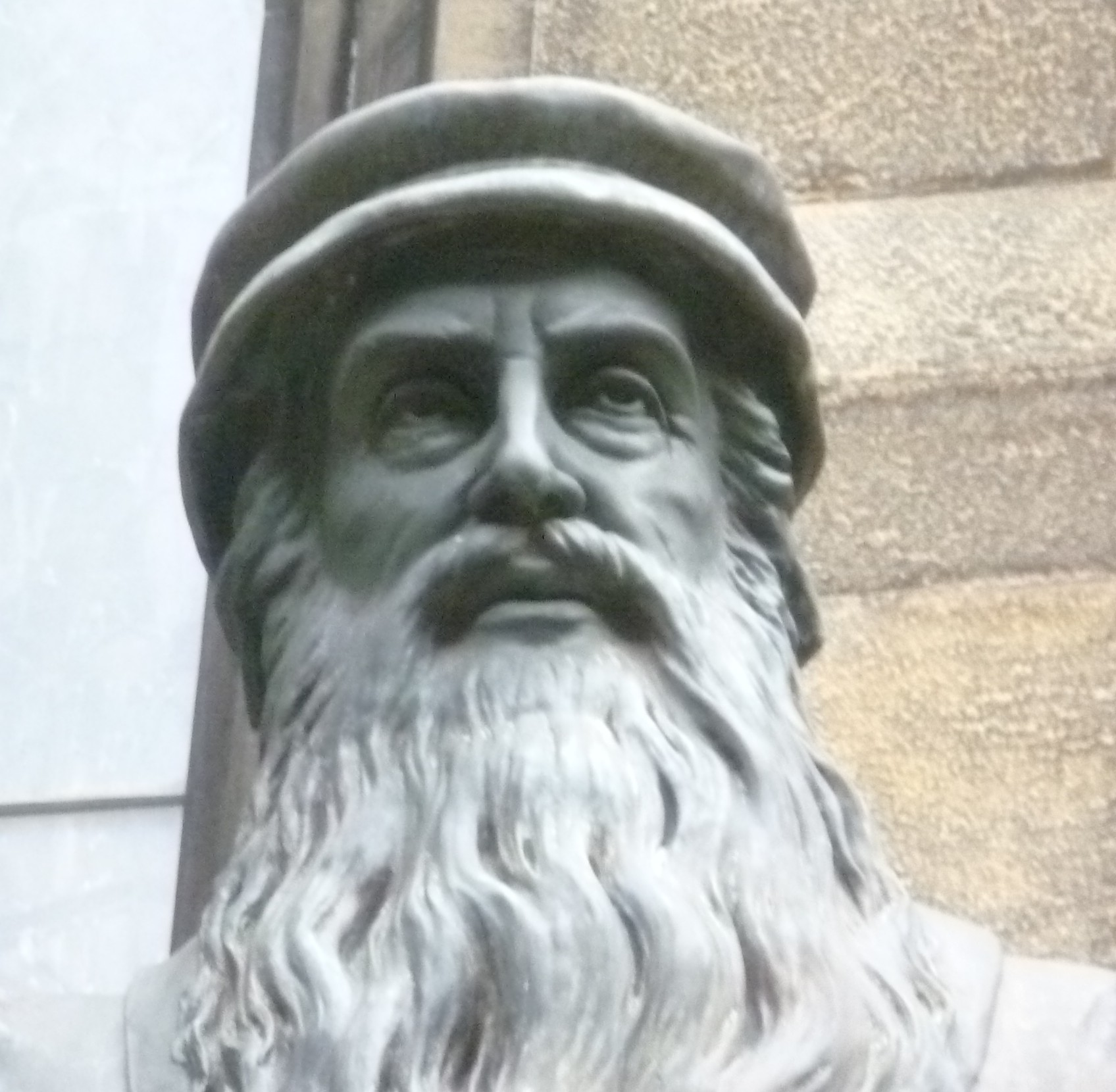
Statua raffigurante John Knox al New College di Edimburgo

Nel frattempo, i protestanti scozzesi iniziarono ad agitarsi sempre più quando venne annunciato il matrimonio tra Maria Stuarda e Francesco di Francia nel 1558. Un gruppo di nobili, che divennero noti come Lords of the Congregation, si nominarono a capo di un partito anti-francese d'ispirazione protestante, allineandosi al pensiero di John Knox e di altri riformatori religiosi dell'epoca. Questi riuscirono a raccogliere un esercito di 12 000 uomini coi quali tentarono di scacciare i francesi dalla Scozia. Arran cambiò quindi bandiera, allineandosi coi Lords of the Congregation. Enrico II di Francia, nel frattempo, venne accidentalmente ucciso nel corso di un torneo e pertanto il marito di Maria divenne re di Francia il 10 luglio 1559.
Nel corso del 1559 i Lords of the Congregation dominavano sia la parte centrale della Scozia che Edimburgo stessa, costringendo pertanto Maria a cercare rifugio presso il castello di Dunbar. Ad ogni modo, con l'aiuto di 2000 soldati francesi, la reggente riuscì a riprendere il controllo della capitale a luglio di quell'anno. Il 25 luglio 1559 vennero siglati gli articoli di Leith, una tregua che però ebbe vita breve. Maria di Guisa ricevette ulteriori aiuti militari dalla Francia grazie all'influenza di Jacques de la Brosse e del vescovo di Amiens. I Lords considerarono questa assistenza dall'estero come una rottura degli accordi siglati a Leith e per questo il duca di Châtellerault convocò altri nobili scozzesi all'inizio di ottobre del 1559 per risolvere la situazione. Maria di Guisa rispose con un proclama datato 2 ottobre e scrisse nel contempo a Lord Seton, Prevosto di Edimburgo, di tenersi pronto perché sapeva bene che i suoi nemici non avrebbero esitato dall'attaccare nuovamente la capitale scozzese. Così scriveva la reggente: "non possiamo far meno che provvederci una ritirata sicura per noi e per i nostri compagni che ci seguiranno". Almeno un soldato inglese si unì ai difensori di Leith, Hector Wentworth.
I proprietari terrieri danneggiati dalla costruzione delle nuove fortificazioni vennero ricompensati, come nel caso del mercante William Dawson che ottenne l'esenzione dalle tasse future in virtù della perdita della sua casa a North Leith. I Lords of the Congregation sospesero formalmente la reggenza di Maria di Guisa e si appellarono alla protestante Elisabetta I d'Inghilterra per ottenere supporto militare. In risposta alla situazione, Elisabetta nominò il duca di Norfolk quale capitano della spedizione; questi si portò a Berwick per incontrare i nobili scozzesi protestanti e concluse col loro il Trattato di Berwick. Tramite questo accordo, l'Inghilterra riconosceva la reggenza del trono scozzese affidato ora ai Lords of the Congregation come salvaguardia degli interessi della Scozia e per evitare l'invasione da parte dei francesi nelle isole britanniche.

## L'assedio

### I preparativi

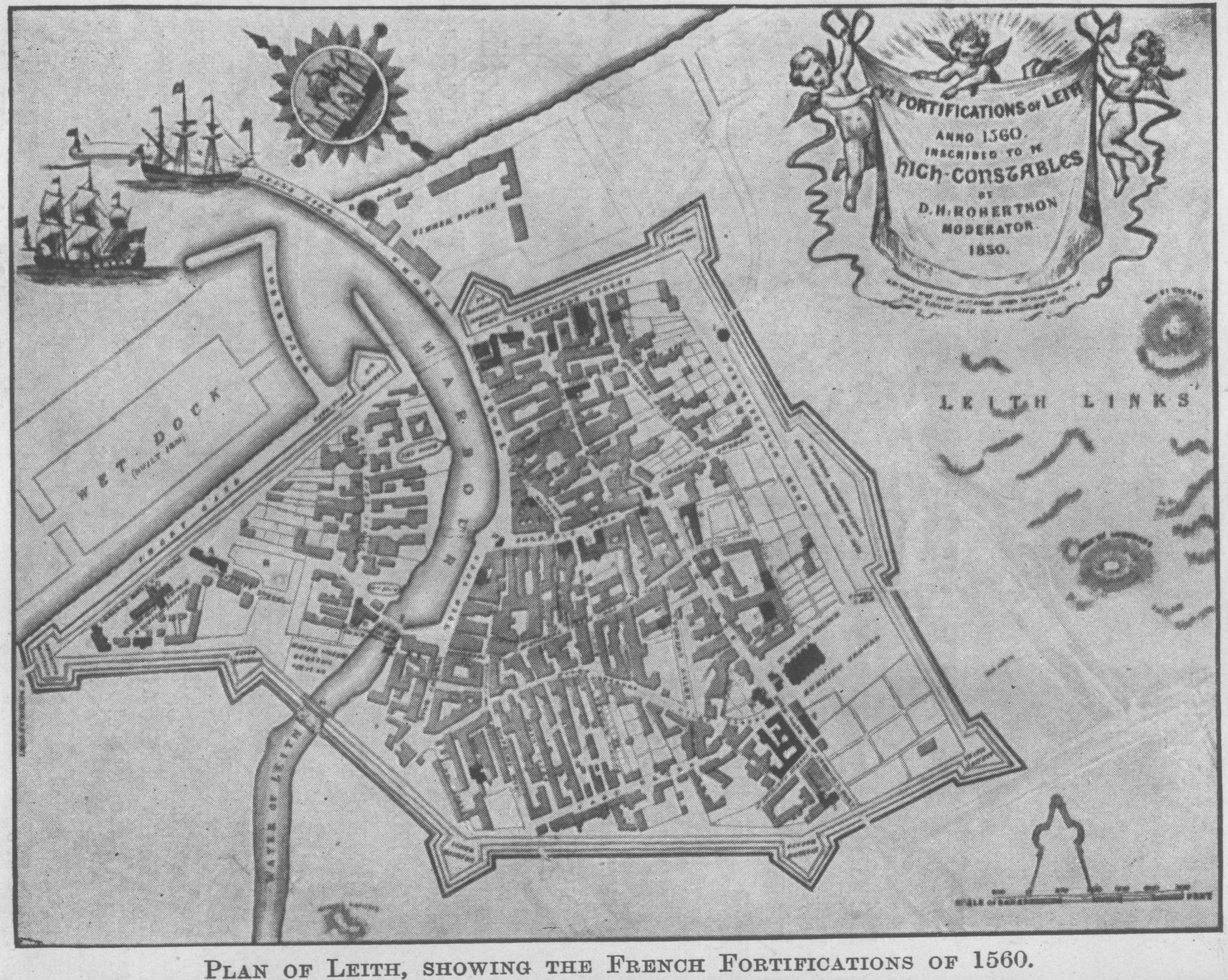
Mappa del XIX secolo che mostra le fortificazioni francesi nel 1560

L'esercito francese continuò a rafforzare le fortificazioni di Leith durante tutto il 1559. Le difese giunsero ad includere otto bastioni ed il forte di Ramsay per proteggere il porto, quello di "Little London" a nordest e una cittadella fortificata a nordovest. Lungo le mura vennero creati spazi atti ad accogliere l'artiglieria chiamati per l'appunto in francese chevaliers.
Sul finire di gennaio del 1560, la flotta inglese al comando di William Wynter giunse al Firth of Forth dopo essere salpato dalla base navale presso il castello di Queenborough nell'estuario del Tamigi.
I diplomatici inglesi asserirono che l'arrivo di Wynter al Firth fosse stato del tutto accidentale, e il duca di Norfolk disse infatti a Wynter di comportarsi come se non avesse ricevuto ordini. Le navi erano state inviate da William Cecil su autorizzazione della regina Elisabetta. Il 2 febbraio, venne diffuso un proclama in nome della regina degli scozzesi che convocava gli uomini abili alle armi di Selkirk e Jedburgh a tenersi pronti per mobilitarsi contro "quelle maledette navi inglesi" che sostavano nelle acque scozzesi, e che minacciavano l'invasione.

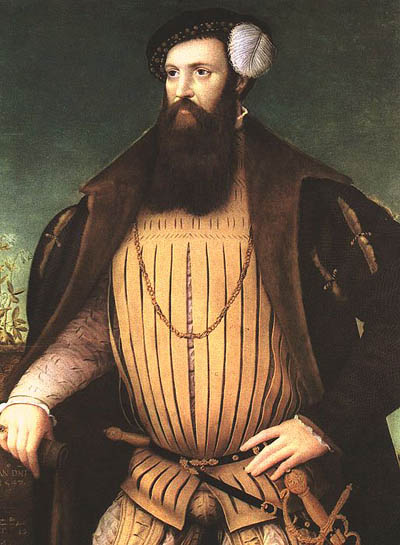
Ritratto un tempo ritenuto del barone Grey di Wilton, Scottish National Portrait Gallery

Dopo la firma del trattato di Berwick, gli inglesi avevano programmato con maggiore mobilità la loro invasione ocn l'intento appunto di trasportare armi e cannoni presso il porto di Leith che doveva quindi essere riconquistato. Considerando il tempo atmosferico e le difficile praticabilità delle strade in Scozia, l'8 febbraio 1559 Thomas Howard, duca di Norfolk, e lord Grey de Wilton scrissero ai Lords of Congregation da Newcastle per avvisarli del loro imminente intervento su autorizzazione della sovrana inglese.
Un esercito composto da 6000 soldati inglesi al comando di lord Grey de Wilton marciò da Berwick, giungendo all'inizio di aprile nelle terre scozzesi. Passando attraverso Dunglass e Lintonbriggs, l'esercito inglese si accampò a Prestongrange il 4 aprile dove vennero sbarcati i pezzi d'artiglieria più leggeri. Appenaprima dell'arrivo dell'esercito inglese, i francesi riuscirono a razziare Glasgow e Linlithgow. La guarnigione francese di Haddington dovette ritirarsi e prepararsi per lo scontro a Leith, portando il numero delle truppe francesi in loco a 3000 elementi.
Nel frattempo, Maria di Guisa ed i suoi consiglieri rimanevano sicuri al castello di Edimburgo dal 28 marzo 1560. Il guardiano del castello, John Erskine dichiarò il sito come zona neutrale negli scontri, quindi rispettato da ambo le parti, e difatti il castello non ebbe un ruolo nel conflitto. Prima dell'arrivo dell'esercito inglese a Leith, il comandante William Grey de Wilton considerò la possibilità di catturare il castello con la regina al suo interno per partire da una posizione di vantaggio. Ad ogni modo, il duca di Norfolk gli consigliò di desistere dalla sua idea dal momento che il suo principale obbiettivo dovevano essere i francesi a Leith, e non la guarnigione scozzese di Erskine.

### La battaglia di Restalrig
Quando il duca di Norfolk giunse a Berwick nel gennaio del 1560, il consigliere militare di Maria di Guisa, il francese Jacques de la Brosse gli scrisse dicendo di non credere alla voce diffusasi ad Edimburgo secondo la quale il duca sarebbe stato il tenente generale di Elisabetta in Scozia, inviato per attaccare francesi e ribelli contro il trattato di pace a suo tempo sottoscritto tra Scozia e Inghilterra. Ad ogni modo, questa era esattamente la missione affidata al duca di Norfolk. Norfolk rimase a Berwick, mentre il diplomatico di lungo corso Ralph Sadler sarebbe stato mandato avanti per cercare di trovare un accordo pacifico con Maria di Guisa, contrattando col duca di Châtellerault ed il suo partito. Elisabetta nominò James Croft quale vice di Grey de Wilton.
Grey de Wilton pose il proprio accampamento a Restalrig il 6 aprile 1560 e per due volte richiese un parley con Maria di Guisa e col comandante militare francese Henri Cleutin, signore d'Oysel e Villeparisis. L'offerta venne rifiutata entrambe le volte anche perché l'araldo inglese portava con sé la richiesta ai francesi di ritirarsi.
A Restalrig si ebbe una scaramuccia con perdite da ambo le parti. Alcuni archibugieri francesi a cavallo che osarono inseguire gli inglesi sino quasi al loro accampamento vennero uccisi sulle alture attorno a Leith, o catturati sulla spiaggia. Più di 100 furono i morti francesi con 12 ufficiali e diversi prigionieri. George Buchanan e John Hayward nel XVII secolo dissero che la strategia dei francesi era quella di guadagnare terreno a sud di Leith. Hayward ed il segretari odi Maria, John Lesley disse che sia George Howard che James Croft cercarono ancora una volta di parlare con la reggente mentre la battaglia era ormai scoppiata.

### "Mount Pelham"

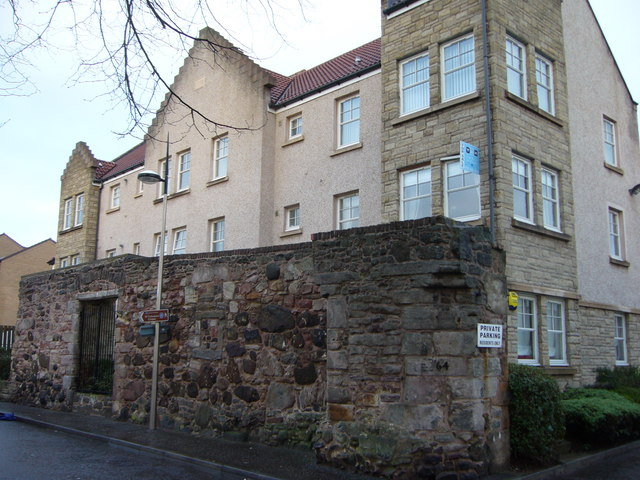
Tratto di muro sopravvissuto del decanato di Restalrig, dove William Grey, XIII barone Grey de Wilton pose il proprio quartier generale

Il duca di Norfolk riportò: "il decanato di Restalrig è un posto molto gradevole al punto che il nostro campo ci si trova bene e non dista più di un miglio dalle nostre trincee." Gli inglesi iniziarono a costruire dei terrapieni appena fuori dalla cittadina a metà aprile, con trincee sino al castello di Lochend. A sud del Leith Links, si trovava la "Cappella della Maddalena", con un piccolo forte chiamato "Mount Pelham" dal nome del capitano dei pionieri William Pelham.
Il forte di Mount Pelham venne concluso in tredici giorni di lavoro a partire dal 12 aprile e disponeva di un terrapieno con quattro bastioni ai quattro angoli.
Il capitano Cuthbert Vaughan divenne il comandante del forte con una guarnigione di 240 soldati. Cinque anni prima, Vaughan e James Croft erano stati imprigionati come sostenitori di lady Jane Grey, e per aver preso parte alla rivolta di Wyatt. Vaughan verrà ucciso nel 1563, nel corso dell'assedio di Newhaven in Francia. Il forte secondo valutazioni dell'epoca si trovava sufficientemente lontano da sfuggire ai cannoni di Leith ma era sufficientemente vicino da fornire supporto adeguato in caso di scontro.
Mentre gli inglesi erano al lavoro in aprile i francesi costruirono anch'essi delle trincee al di fuori della città.

### Il bombardamento
Gli inglesi avevano portato con loro alcuni piccoli cannoni che giunsero a destinazione tra il 10 e l'11 aprile. La cronaca scozzese dal titolo Diurnal of Occurents riporta come altri 27 altri pezzi d'artiglieria inglese fossero stati caricati a bordo della nave "Figgate" a Portobello. Il 12 aprile, i francesi vennero a sapere che gli inglesi credevano che i loro nemici fossero male armati e pertanto decisero di sparare 42 dei loro cannoni a salve, uccidendo comunque 16 soldati inglesi all'interno del loro campo. I cannoni più grandi furono pronti per domenica 14 aprile, giorno di Pasqua, e gli inglesi iniziarono il loro bombardamento. I cannoni vennero disposti in batterie ad ovest ed a sud di Leith. Secondo una cronaca di epoca successiva, la History of the Estate of Scotland, i cannoni degli assedianti vennero posti alla medesima distanza in una località chiamata "Clayhills". I francesi restituirono il fuoco al nemico.
John Lesley, vescovo di Ross, scrisse che malgrado il bombardamento, i comandanti francesi e padre Andrew Leich celebrarono comunque la messa di Pasqua nella chiesa parrocchiale locale. Durante la celebrazione una palla di cannone attraversò una finestra ed uscì dalla porta della chiesa senza ferire alcuno dei presenti.

### La presa di Mount Pelham

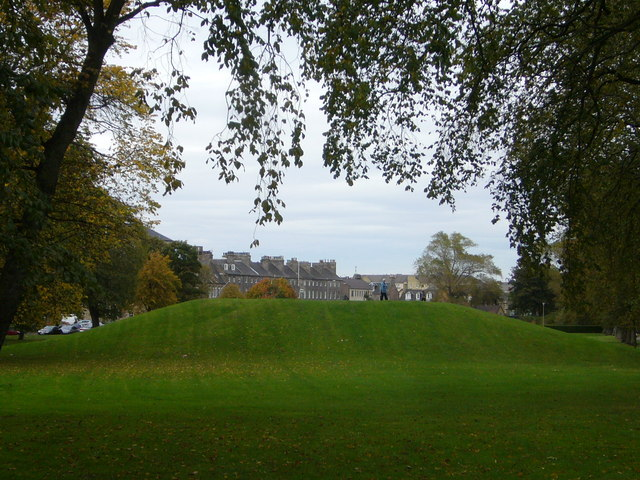
La Giant's Brae a Leith Links, presso il sito dove nel 1560 sorgeva il forte di Mount Pelham

Il giorno successivo, il 16 aprile, secondo il resoconto francese dell'assedio, 60 cavalieri e 1200 fanti francesi riuscirono a prendere il forte di Mount Pelham agli inglesi ed a spillare quattro cannoni, uccidendo in totale 200 uomini e prendendo alcuni ufficiali come prigionieri. Arthur Grey, figlio del comandante inglese, il quale aveva ottenuto il comando di una compagnia di lanceri a cavallo, venne colpito due volte ma non si trovò in pericolo di morte. I francesi vennero però respinti alla fine e il duca di Norfolk contò sul campo 150 morti da ambo le parti. Humfrey Barwick incolpò Arthur Grey di non aver saputo mantenere saldamente la propria posizione sul forte che si trovava ancora in costruzione ed esponeva così le proprie debolezze.
Secondo una poesia di Thomas Churchyard, fu una donna scozzese a suggerire le mosse da intraprendere ai francesi. Questa storia si diffuse forse in riferimento al fatto che attorno al sito di Mount Pelham ancora oggi esiste un luogo chiamato "Giant's Brae" o "Lady Fyfe's Brae".
Nel Diurnal of Occurrents viene riportato come il 18 giugno 300 soldati francesi fossero stati messi in fuga verso Leith da soli 30 cavalieri inglesi. Quaranta francesi rimasero sul campo, sette vennero catturati, mentre gli inglesi persero il loro trombettiere.

### Mount Somerset, Mount Falcon e Byer's Mount

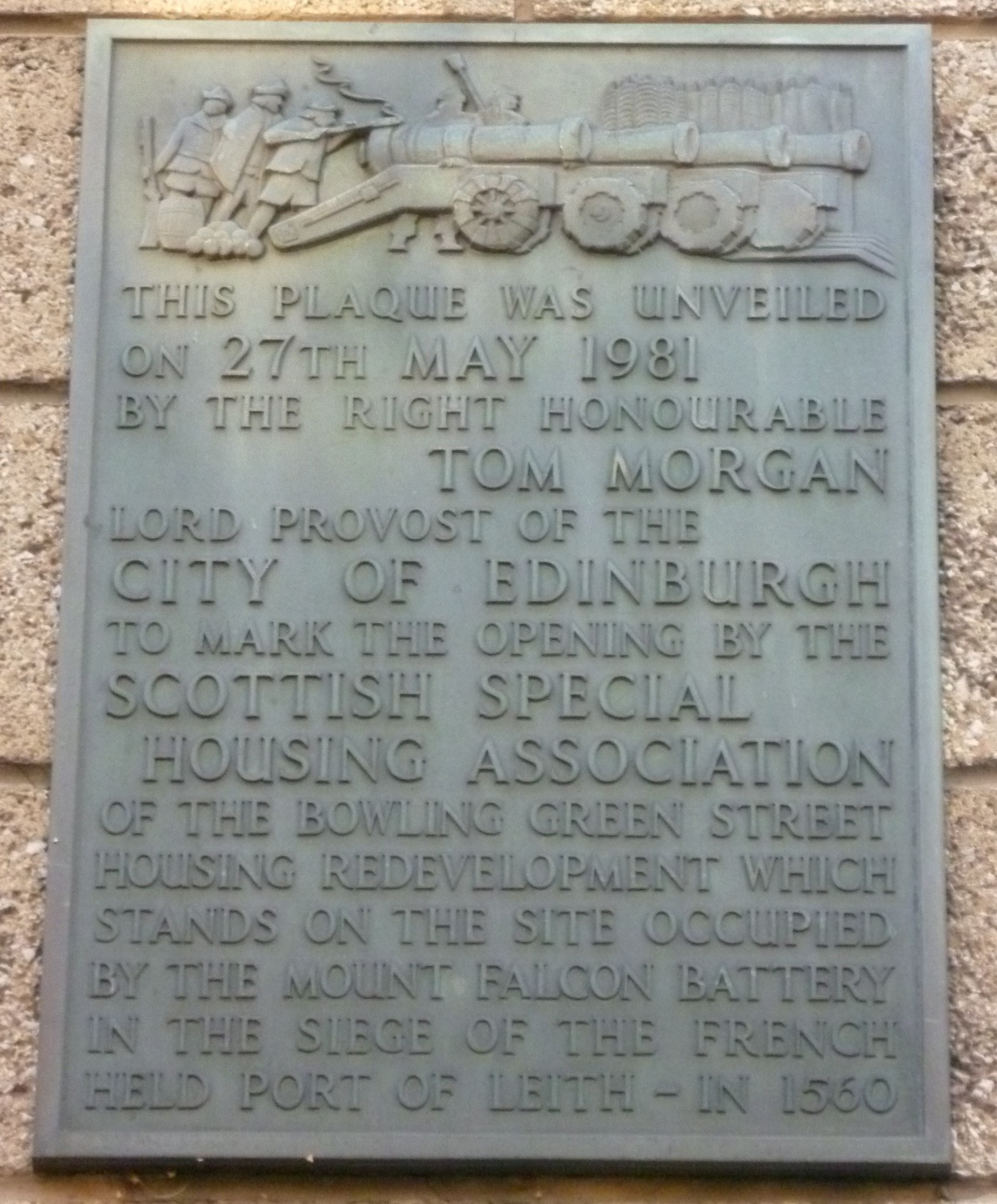
Inscrizione moderna sul sito ove si trovava la batteria di Mount Falcon

Alla fine di aprile le opere d'assedio si erano spinte più ad ovest e venne creato così il sito di "Mount Somerset" dal nome del suo capitano, Francis Somerset, che lo storico Thomas Churchyard identifica come il fratello del conte di Worcester.
Le opere vennero quindi estese verso nord sino a Bonnington dove vennero poste altre batterie d'artiglieria. "Mount Falcon" venne dichiarato terminato il 7 maggio 1560, e più a nord venne creata la posizione di "Byere Mownt" che lo storico Stuart Harris colloca all'intersezione tra l'attuale strada ferrata e Dudley Avenue South. 
Le fortificazioni erano giunte complessivamente alla distanza di un miglio dalla città con sei siti per batterie di cannone poste a solo mezzo chilometro dalle mura dei bastioni di Leith. I forti di Mount Pelham e Mount Somerset, raggiunsero i quattro metri di altezza con i loro muraglioni. Oltre ai fanti, il 25 maggio gli inglesi contavano con sé 145 artiglieri, 750 pionieri inglesi e 300 scozzesi oltre a 468 lavoratori per le opere d'assedio.

### 7 maggio: la sconfitta degli inglesi
Elisabetta I ed il suo segretario William Cecil, esercitarono entrambi pressione sul duca di Norfolk perché finalmente agisse a Leith. Per mostrare di aver compiuto qualche progresso, il nobile iniziò a pensare di agire. Servendosi dell'esperto consigliere militare Richard Lee e di suo cugino sir George Howard, il duca di Norfolk era convinto che l'assedio sarebbe giunto a rapida conclusione.
Il 7 maggio venne previsto l'inizio dell'assedio. All'inizio di maggio i cannoni vennero orientati verso il bastione occidentale della città nemica e l'assalto sarebbe stato condotto in due ondate distinte: la prima alle 3:00 con 3000 uomini e la seconda con 2240 uomini, mentre altri 2400 uomini sarebbero stati tenuti di riserva all'accampamento. William Winter avrebbe atteso il segnale per sbarcare altri 500 soldati dalla costa. Come diversivo, Cuthbert Vaughan con 1200 soldati inglesi e 500 scozzesi avrebbe attaccato da sud. Gli uomini di James Croft avrebbero assaltato da nord-ovest.
A Leith, intanto, il 1º maggio era scoppiato un incendio accidentale nel quartiere sudoccidentale della città. La sera successiva Grey iniziò a sparare alle 9:00 convinto si trattasse di un tentativo di attacco. Continuò il bombardamento anche quando scoprì che si era trattato di un caso fortuito, dando inoltre ordine ai propri capitani di provare attacchi su piccola scala alle mura.
L'ultimo tentativo venne fatto alle 4:00 del 7 maggio e nel giro di due ore gli inglesi risultarono battuti. Pur avendo aperto due brecce nelle mura nemiche, i danni alle mura erano però risultati insufficienti per sfondare. Nessuna batteria venne resa inoffensiva ed il nemico permaneva ancora forte nelle proprie posizioni. Il risultato fu portò alla morte di 1000-1500 soldati da scozzesi e inglesi. Un rapporto di Peter Carew stimò che un terzo dei morti erano scozzesi. Sir Valentine Browne, del resto, annotò come 1688 soldati inglesi non erano in grado di prestare regolarmente servizio trovandosi feriti, malati o moribondi. L'autore del Diurnal of Occurents pone il numero dei morti totali della giornata a 400. Humfrey Barwick annotò come i corpi degli inglesi raccolti dai francesi presso le mura fossero 448. I francesi annotarono appena 15 morti per la loro parte.
Secondo Knox, Maria di Guisa si godette la vittoria dal castello di Edimburgo dove si trovava, comparando gli inglesi morti presso le mura di Leith a tappezzeria stesa al sole:
I francesi, orgogliosi della vittoria, esposero le carcasse dei morti del nemico come fossero pezzi di tappezzeria alle mura [esterne della città], [...] e quando la regina reggente guardò [la scena] disse: "Ma quella è la più bella tappezzeria che ho mai visto [...]".
Richard Lee redasse nel frattempo una mappa di Leith che il duca di Norfolk provvide ad inviare a Londra il 15 maggio per informare la regina sullo status dello scontro e sul terreno di battaglia.

### Minatori e codici
Vennero raddoppiati quindi gli sforzi diplomatici per addivenire ad una pacifica soluzione del conflitto, ma l'assedio comunque continuò parallelamente. Gli inglesi fecero giungere sul posto degli specialisti da Newcastle upon Tyne esperti in minatura delle opere di fortificazione. Maria di Guisa, che era molto malata all'epoca, scrisse una lettera a d'Oysel chiedendogli di inviarle delle spezie da Leith per alleviare i suoi dolori. La lettera giunse nelle mani di Grey de Wilton il quale si insospettì subito della strana richiesta dal momento che la città di Edimburgo era ben più grande e certamente più fornita di medicine rispetto a Leith. Passando la carta alla fiamma della candela scoprì infatti un messaggio scritto con inchiostro invisibile. Il contenuto della lettera non venne svelato perché il comandante inglese la diede alle fiamme del suo camino dopo averla letta.
La fuga di notizie dal campo degli inglesi, ad ogni modo, era continua e vennero scoperte almeno un'altra lettera con messaggi cifrati e un fazzoletto contenente informazioni sui minatori appena giunti al campo degli inglesi.
Maria di Guisa inviò delle lettere a d'Oysel descrivendogli ciò che le sue spie le avevano riportato circa i preparativi degli inglesi. Il 19 maggio scrisse in codice che gli inglesi erano intenzionati a minare la cittadella, St Anthony's Flanker ed il mulino di Bulwark. Gli inglesi dal canto loro confidavano nella potenza dei loro mezzi.
L'ambasciatore inglese in Francia, Nicholas Throckmorton, scoprì addirittura come Maria di Guisa fosse riuscita ad ottenere dei dettagli sull'assalto del 7 maggio e come avesse mutato il proprio sistema di cifratura.
Il 18 giugno 1560, dopo la morte di Maria di Guisa, i francesi al castello di Edimburgo compresero come il loro sistema di cifratura fosse stato ormai scoperto dagli inglesi e pertanto fecero sapere ai soldati a Leith che l'utilizzo del medesimo codice avrebbe potuto consentire una fuga di informazioni riservate a vantaggio degli inglesi e pertanto fosse utile a tal proposito far uscire informazioni false che potessero essere utili per un eventuale negoziato di pace. Come previsto la lettera venne intercettata e decifrata dagli inglesi, consegnando quindi al nemico false informazioni. Gli scozzesi e i francesi preferirono servirsi di segnali di fuoco a mezzanotte.

### Carestia a Leith
L'8 maggio, dopo l'assalto, lord Grey inviò Francis Killinghale a Londra con un'analisi completa della situazione: era preoccupato per i disertori che abbondavano nelle file degli inglesi, ma confidava nell'arrivo di rifornimenti che gli avrebbero consentito di ridurre alla fame la guarnigione nemica ponendo un blocco alla città anziché assaltarla con le armi. I francesi del resto continuavano a raccogliere consensi presso la popolazione locale. Gli assedianti erano per contro riforniti dalla patria e dalla parte di scozzesi che ne supportavano le azioni.
Grey disse che i suoi uomini avevano ucciso dai 40 ai 50 soldati francesi che si erano avventurati al di fuori delle mura cittadine alla ricerca di cibo nella sola giornata del 13 maggio. I francesi pure riportarono l'evento nel loro diario di guerra, dicendo però che non si trattava di soldati bensì di persone che abitavano la città di Leith e che erano affamate. Un bambino francese venne catturato dai soldati inglesi e portato al cospetto di Grey de Wilton. Quando gli venne chiesto se avessero sufficiente cibo per il giorno successivo, questi confessò di aver sentito i capitani della sua città dire di avere rifornimenti per altri quattro o cinque mesi ancora e che quindi gli inglesi non sarebbero riusciti ad affamare la città ed a conquistarla nel contempo.
Nel XVII secolo, lo scrittore John Hayward ebbe modo di descrivere la fame all'interno della città partendo dal resoconto di un inglese prigioniero a Leith, tale Scattergood. Questi disse che gli abitanti e le truppe si erano ridotti a nutrirsi di cavalli, cani, gatti e persino vermi, oltre a foglie e erba "tanta era la fame" da farli sembrare "piatti gustosissimi" ai presenti.
Peter Carew il 28 maggio 1560 riportava che i francesi avevano esaurito la carne ed avevano acqua per tre settimane; disponevano solo di pane e salmone sotto sale.
Dopo la morte di Maria di Guisa, venne dichiarata una settimana di tregua a partire da lunedì 17 giugno. Il 20 giugno, i soldati francesi e gli inglesi mangiarono simbolicamente insieme sulla spiaggia presso la città. Il capitano Vaughan, Andrew Corbett, Edward Fitton ed i loro uomini portarono con sé carne, bacon, pollame, vino e virra; i francesi portarono capponi arrosto, carne di cavallo e sei ratti arrostiti.

## Il trattato di Edimburgo

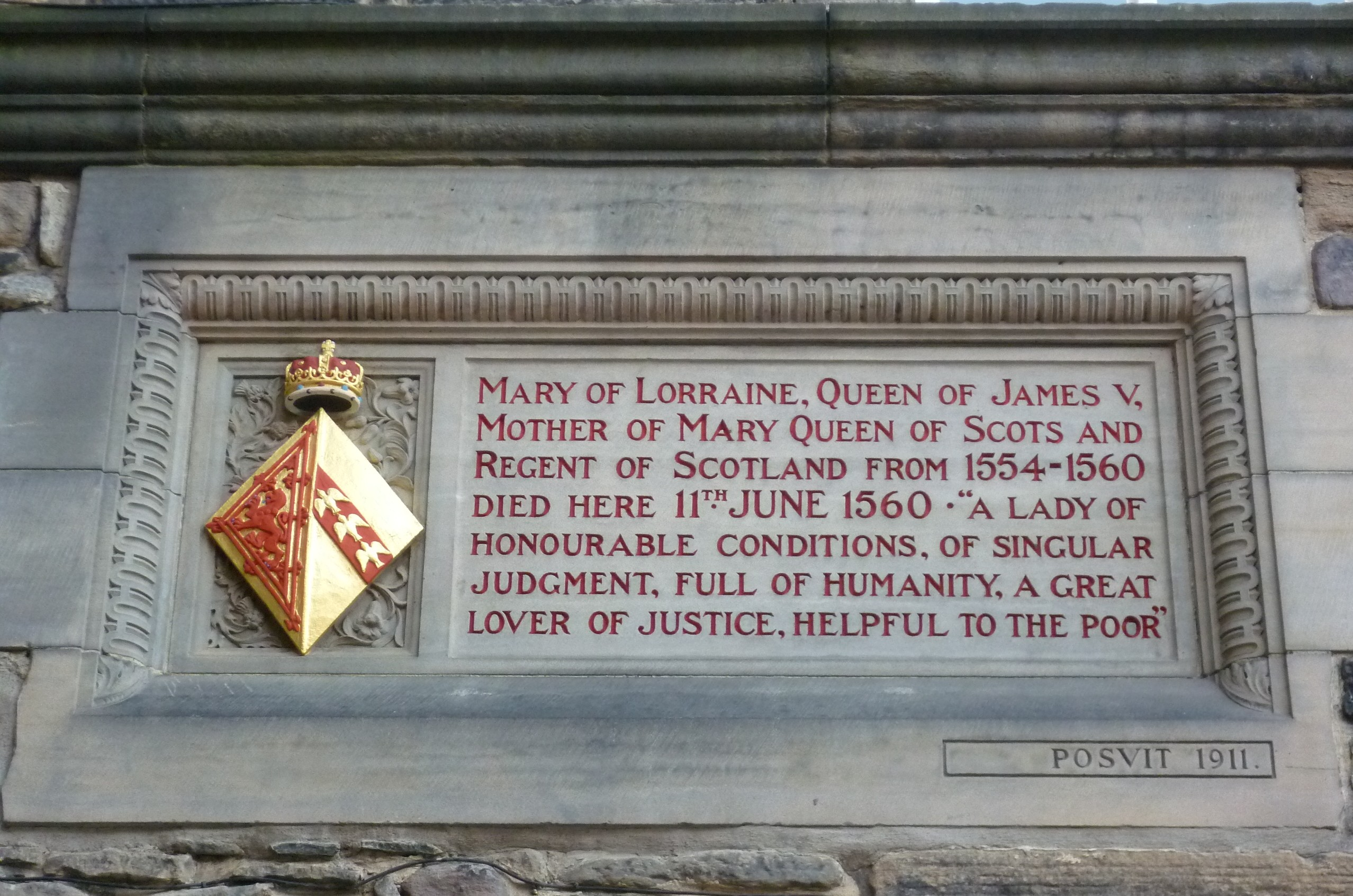
Targa commemorativa di Maria di Guisa al castello di Edimburgo

Dopo la sconfitta degli inglesi il 7 maggio, iniziarono nuove trattative di pace ed il 12 maggio al castello di Edimburgo Maria di Guisa incontrò i Lords of the Congregation ad una cena, ma i negoziati fallirono il giorno successivo quando i comandanti francesi a Leith non ottennero il permesso di portarsi al castello per discutere della proposta in presenza degli inglesi. Un nuovo tentativo di negoziato si tenne a giugno. Diversi commissari, incluso il conte di Randon ed il vescovo di Valence per i francesi, e William Cecil e Nicholas Wotton per gli inglesi, giunsero ad Edimburgo solo per scoprire che Maria di Guisa, la reggente di Scozia, era morta al castello l'11 giugno precedente.
La sua morte aveva demoralizzato i francesi ed i commissari si accordarono per la firma di un armistizio il 17 giugno. Questo si concluse il 22 giugno, ma l'unica altra azione militare portata a compimento fu una piccola schermaglia il 4 luglio. Il 7 luglio venne proclamata la pace tra Elisabetta I e Francesco di Francia a nome anche della moglie Maria defunta.
La pace divenne nota come trattato di Leith o trattato di Edimburgo. Questa prevedeva il ritiro sia dei francesi che degli inglesi dalla Scozia e pose de facto fine alla Auld Alliance che da secol si protraeva. Il 17 luglio i soldati stranieri avevano ormai lasciato la città. Il numero totale di francesi evacuati dalla Scozia a Calais sotto la supervisione di William Winter furono di 3613 uomini, 267 donne e 315 bambini, per un totale di 4195 persone, oltre a lord Seton ed al vescovo di Glasgow. Secondo i termini del trattato 120 soldati francesi ottennero il permesso di rimanere ad Inchkeith ed a Dunbar, anche se le difese di Leith dovettero essere necessariamente essere demolite. Anche i lavori di fortificazione compiuti al castello di Dunbar dovettero essere demoliti. Le difese di Leith vennero appianate dai soldati francesi entro il 15 luglio.
Venne comunque stabilito che Francesco di Francia avrebbe dovuto rinunciare ufficialmente all'uso del titolo e delle armi di sovrano consorte d'Inghilterra in pretesa. Come cattolici, infatti, i due vedevano Elisabetta, figlia di Anna Bolena, come illegittima, riconoscendo Maria dunque quale legittima sovrana.

## Dopo l'assedio e le ricerche archeologiche
Le mura della città vennero in parte riparate nel 1572 quando servirono nella guerra civile scozzese (1568-1573) che vide contrapporsi Leith ad Edimburgo. Nell'aprile del 1594 quando i sostenitori di Francis Stewart, V conte di Bothwell, si ribellarono contro Giacomo VI di Scozia, ripararono nelle fortificazioni.
Il 20 marzo 1639 lord Newburgh riportò come i covenanters scozzesi di Leith stessero impegnandosi a riparare le mura.
Una parte dei bastioni della cittadella locale (a nordovest) vennero ricostruiti durante la guerra dei tre regni nel 1649 utilizzando le fortificazioni a stella realizzate da Migliorino Ubaldinia suo tempo per il castello di Edimburgo. Leith e la sua cittadella vennero bombardate dal contrammiraglio capitano Hall il 29 luglio 1650 dalle navi Liberty, Heart e Garland nonché dalla Dolphin, nell'ambito della guerra civile inglese, quando la città si schierò con Carlo II.
Ancora oggi il sito dell'assedio di Leith è luogo di notevoli indagini archeologiche che nel 2001, nel 2002 e nel 2006 hanno portato alla luce alcuni punti legati allo scontro. Il sito dove si trovava la batteria d'artiglieria di Mount Falcon è segnato oggi da una targa apposita e sono stati evidenziati anche i siti di altre due posizioni.